# Luca Tommassini
Luca Tommassini (Roma, 14 febbraio 1970) è un ballerino, coreografo, direttore artistico e regista italiano.

## Biografia
All'età di nove anni decide di studiare danza e si iscrive alla scuola diretta da Enzo Paolo Turchi. A dodici anni inizia a lavorare nel mondo dello spettacolo, dividendosi tra televisione, teatro e cinema. A diciassette anni lavora come primo ballerino nel programma Festival condotto da Pippo Baudo, nella quale balla al fianco dell'amica Lorella Cuccarini, conosciuta ai tempi della scuola di danza. Ha poi lavorato in molte trasmissioni televisive, ballando al fianco di Lorella Cuccarini e Heather Parisi. Dopo queste esperienze decide nel 1993 di trasferirsi negli Stati Uniti.
Entra quindi a far parte del corpo di ballo di Madonna per il suo tour The Girlie Show del 1993, e in seguito per il video della canzone Human Nature nel 1994 e per il film Evita. Successivamente lavora anche per altre star internazionali come Paula Abdul, Diana Ross (Super Bowl XXX), Prince, Janet Jackson, Whitney Houston, Kylie Minogue e Michael Jackson (apparendo nel video di Blood on the Dance Floor, 1997), e con star italiane come Claudio Baglioni e Lorella Cuccarini. Ha recitato anche in alcuni film statunitensi, tra cui Piume di struzzo, nel 1996.
Da coreografo ha curato la carriera solista di Geri Halliwell nelle coreografie di molti suoi videoclip come It's Raining Men e Mi Chico Latino, fino a dirigerla come regista nel videoclip del singolo Ride it (2004). Sempre da coreografo ha lavorato con Kylie Minogue, Holly Valance e Rachel Stevens. Nel suo curriculum di coreografo c'è anche molta televisione: ha lavorato in Carràmba! Che sorpresa di Raffaella Carrà del 2002, Uno di noi di Gianni Morandi e Lorella Cuccarini, Stasera pago io di Fiorello, il Festival di Sanremo 2004 e molti altri. Ha curato le coreografie di molti artisti per eventi internazionali come i Grammy Award e gli MTV Video Music Awards. Nel 2008 è stato direttore artistico e coreografo agli MTV Europe Music Awards a Liverpool, lavorando con Katy Perry, Kid Rock e molti altri artisti presenti alla manifestazione. È stato coreografo, consulente artistico e autore nel programma Non Perdiamoci Di Vista andato onda su Rai 3 con Paola Cortellesi. Ha partecipato in veste di giurato e coreografo al reality Popstars dal quale si è formata la girl-band delle Lollipop.
In Italia ha lavorato molto con Paola & Chiara. Oltre a curare le loro coreografie ha diretto il videoclip del brano Hey!. Quando Giorgia ha deciso di cambiare immagine, si è rivolta a Tommassini, che ha diretto molti suoi videoclip dandole un'immagine più sexy: da menzionare i video di Marzo, Spirito libero, L'eternità, La gatta e La La Song. Lavora nuovamente con l'amica Lorella Cuccarini nel musical Sweet charity e nel videoclip della canzone Un'onda d'amore per la sigla del programma Mediaset La sai l'ultima?. Nell'aprile 2008 è tornato a lavorare con Ambra Angiolini, dodici anni dopo aver ballato con lei nel programma Mediaset Non dimenticate lo spazzolino da denti, per le coreografie dello show condotto da Ambra su MTV Stasera niente MTV.
Per la stagione 2008-2009 ha firmato il musical Hair come coreografo con David Parsons, oltre a essere consulente d'immagine. Collabora, inoltre, al programma televisivo The X Factor curando le esibizioni dei talenti in gara fino all'edizione del 2018. Ha iniziato a collaborare con Elisa nel 2008, curando le scenografie dello show Mechanical Dream svoltosi all'Arena di Verona il 20 settembre 2008, e in sole altre tre date in Italia. È stato regista e coreografo anche del Heart A-live tour, che è partito il 14 aprile 2010 da Conegliano (TV), e che ha proseguito in tutta Italia fino alla fine di maggio. Ha lavorato anche con Marco Mengoni facendo da regista al suo Re Matto Tour. Nel 2011 ha curato il look di Anna Tatangelo, ed è stato regista del suo videoclip Bastardo e del tour Progetto B.
È coreografo dei film per il cinema; Come tu mi vuoi e Iago, entrambi diretti da Volfango De Biasi, e di Questo piccolo grande amore, tratto dall'omonima canzone di Claudio Baglioni, con la regia di Riccardo Donna. Dal 2012 collabora con Eros Ramazzotti facendo da consulente artistico del NOI Tour e del videoclip La nostra stagione e Fino all'estasi. Nel settembre del 2015 è tra i concorrenti della quarta edizione del game-show di Rai 2 Pechino Express, in coppia con Paola Barale formando la squadra degli "Artisti". Si è ritirato dopo la quarta tappa per problemi di salute. Nella puntata pomeridiana del 17 febbraio 2018 di Amici di Maria De Filippi, la conduttrice ha annunciato che Luca Tommassini è il nuovo direttore artistico del serale del programma.
Dal 2022 ha diretto il corpo di ballo di Viva Rai2!, di Viva Rai2! Viva Sanremo! su Rai 1 e di Boomerissima.
Nel 2023 ha iniziato a curare anche la direzione artistica dei concerti di Laura Pausini.
Ha diretto poi anche il corpo di ballo di Viva Rai2! al Festival di Sanremo 2024 nei balletti di Fiorello oltre a quello dei David di Donatello.
Dal 7 aprile al 4 maggio 2025, insieme a Francesca Barra, è stato l'opinionista della prima edizione del reality The Couple - Una vittoria per due, in onda su Canale 5 con la conduzione di Ilary Blasi.

## Vita privata
Tra il 1991 ed il 1992 ebbe una relazione sentimentale con Heather Parisi. Tommassini è dichiaratamente bisessuale.

## Programmi televisivi
- Pechino Express - Il nuovo mondo (Rai 2, 2015) - concorrente
- The Couple - Una vittoria per due (Canale 5, 2025) - opinionista

## Videografia

### Regista

#### Videoclip
- Ana Bettz - Ecstasy (1998)
- Anna Tatangelo - Bastardo (2011)
- Coolio - Dip It (feat. Gangsta-Lu) (2006)
- Emanuel Lo - Woofer (2007)
- Erredieffe - L'ultimo dei DJ (1999)
- Eva Emaus - Never Yours Again (2021), Don't Lose My Eyes (2021), Superstars (feat. Sabrina Salerno) (2022)
- Francesco - Vivere normale (feat. Roby Facchinetti) (2007)
- Geri Halliwell - Ride It (2004)
- Giorgia - Marzo (2002), Spirito libero (2003), L'eternità (2003), La gatta (sul tetto) (2004), La La Song (non credo di essere al sicuro) (2008)
- Haiducii - I Need a Boyfriend (2005)
- Hande Yener - Acele Etme (2004), Armağan (2005), Aşkın Ateşi (2006), Kim Bilebilir Aşkı (2006), Biraz Özgürlük (2006)
- Iaya - Infiammabile (2007)
- Kenan Doğulu - Ara Beni Lütfen (2008)
- Laura Moreno Garcia - Bye Bye Baby (2003)
- Lola Ponce - Sleep (2005)
- Luciano Pavarotti - Ti adoro (2003)
- Mario Biondi - Romantic Song (2022)
- Nancy Ajram - Oul Tani Keda (2005)
- Nesli - L'amore è qui (2010)
- Paola & Chiara - Hey! (2002)
- Peter Andre - A Whole New World (feat. Katie Price) (2006)
- Ronan Keating - We've Got Tonite (feat. Giorgia) (2002)
- Senhit - Dark Room (2019), Heart Ache (2019), Freaky! (2020), Insieme: 1992 (2020), Breathe (2020), Adrenalina (2021)

#### Spot pubblicitari
- Pupa
- Carpisa
- Lormar
- Canta tu Giochi Preziosi
- Doritos - Pepsi-Cola
- Tic tac
- Ferrero Pocket Coffee
- Mazda 3
- Coca-Cola
- Pepsi

Musical
- Il pianeta proibito

#### Sigle TV
- Mogli a pezzi - Manuela Arcuri, Giuliana De Sio, Jason Lewis (2008)
- Un'onda d'amore [apertura per La sai l'ultima?] - Lorella Cuccarini (2008)

## Filmografia

### Attore
- Sister Act 2 - Più svitata che mai (Sister Act 2: Back in the Habit), regia di Bill Duke (1993)
- Signore delle illusioni (1995)
- Red Shoe Diaries (serie tv, 1 episodio, 1996)
- Piume di struzzo (The Birdcage), regia di Mike Nichols (1996)
- Evita, regia di Alan Parker (1996)

### Coreografo
- Un'avventura, regia di Marco Danieli (2019)